# أنطونيو سكاربا
أنطونيو سكاربا (1752-1832) هو طبيب وعالم تشريح وبروفيسور إيطالي، تُنسب له العديد من الإنجازات والاكتشافات الهامة في علم التشريح، ومازل اسمه حتى اليوم يطلق على العديد من البُنى والعناصر التشريحية في جسم الإنسان كلُفافة سكاربا وثقبة سكاربا وسائل سكاربا وغيرها، درَّس في أكثر من جامعة إيطاليا وكان عضواً في الجمعية الملكية البريطانية والأكاديمية السويدية للعلوم.

## السيرة الشخصية

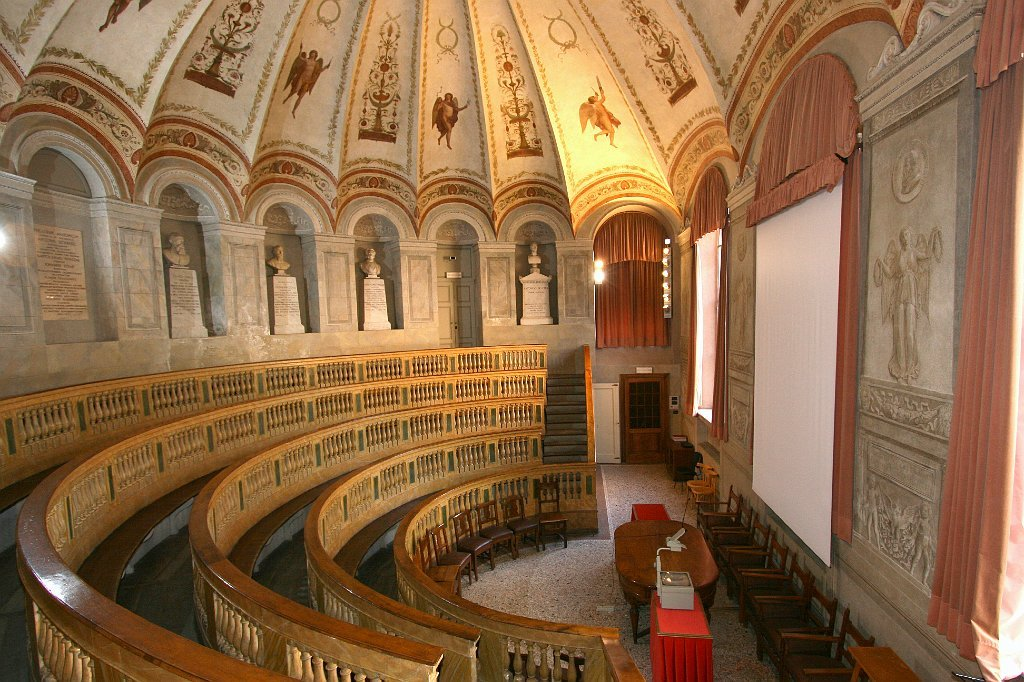
جامعة اولا سكاربا في بافيا.

ولد أنطونيو سكاربا لعائلة إيطاليَّة فقيرة، تولَّى عمه الذي كان كاهناً تعليمه حتى عمر 15 سنة، عندها تقدَّم لامتحان القبول في جامعة بادوا ونجح فيه ، وفي تلك الجامعة أصبح تلميذاً لكلٍّ من جيوفاني باتيستا مورغاني ومارك أنطونيو كالداني، وتحت إشراف مورغاني أصبح طبيباً في 19 مايو عام 1770، وأستاذاً للطب في جامعة مودينا عام 1772، كان أستاذه جيوفاني باتيستا مورغاني أحد أبرز علماء التشريح في عصره ويُعتبر مؤسس علم التشريح المرضي الحديث، قام خلال حياته بتدريس آلاف طلاب الطب في العديد من دول أوروبا أثناء عمله لمدة 56 عام كأستاذ للتشريح في جامعة بادوفا في إيطاليا، اشتهر بكتابه «أسباب الأمراض كما بحثها التشريح» والذي هو عبارة عن موسوعة ضخمة تتألف من خمس مجلَّدات وضع فيها خلاصة تجارب حياته في التشريح والأبحاث المتعلَّقة به.
لعدة سنوات اختار سكاربا السفر والتنقُّل في أوروبا وزار هولندا وفرنسا وإنكلترا، وعاد أخيراً إلى إيطاليا ليصبح أستاذاً للتشريح في جامعة بافيا عام 1738 وبقي في هذا المنصب حتى عام 1804 بدعمٍ من الإمبراطور جوزيف الثاني، تنحَّى بعدها ليسمح لتلميذه سانتو فاتوري بالحلول مكانه.
انتخب سكاربا عضواً في الجمعية الملكية في مايو 1791 بفضل ملاحظاته المبتكرة حول بنية الأعصاب وأعضاء السمع والشم وغيرها من مواضيع علم التشريح وعلم وظائف الأعضاء ، وفي عام 1805 عندما زار الأمبراطور الجديد نابليون إيطاليا قرَّر الحضور إلى جامعة بافيا وطلب لقاء البروفيسور سكاربا، وعندما علم أنَّه قد أعفي من مهامه بسبب آرائه السياسية أمر بإعادته إلى جميع مناصبه السابقة، ولاحقاً انتخب سكاربا عضواً أجنبيَّاً في الأكاديميَّة الملكيَّة السويديَّة للعلوم في عام 1821.
أصبح سكاربا بفضل مهنته رجلاً ثريَّاً وتمتَّع برفاهية كبيرة خلال حياته، ورغم أنَّه لم يتزوج طيلة حياته فقد كان له العديد من الأولاد غير الشرعيِّين، في مسيرته المهنيَّة كان سكاربا قاسياً وحازماً واكتسب سمعةً بالشدة ودمَّر أعدءه بشتى الطرق والأساليب، في آخر عمره عانى من حصيَّات المثانة وتوفي في بافيا في 31 أكتوبر 1832 نتيجة عواقب هذا المرض ، رغم كلِّ شهرته وإنجازاته تعرَّضت سمعته لهجوم عنيف بعد وفاته وحتى ضريحه تمَّ تشويهه.

## مصطلحات وتسميات تشريحية تنسب لسكاربا
- لفافة سكاربا: هي الطبقة الغشائية العميقة من لفافة البطن السطحية التي هي جزء من جدار البطن الأمامي، توجد تحت لفافة كامبر وفوق العضلة المنحرفة الظاهرة، تحتوي هذه اللفافة على كمية كبيرة من الألياف المرنة وهي أرق من طبقة كامبر التي تقع فوقها، وتتمادى لفافة كامبر مع طبقات جدار البطن الأمامي في البطن والحوض والعجان.
- ثُقب سكاربا: ثقبتين إضافيتين تتوضَّعان في الفك العلوي على الخط الأوسط للناتئ الحنكي للفك العلوي، ويمرُّ خلالهما العصب الأنفي الحنكي في الجهتين، حيث يمرُّ العصب الأيسر من الثقبة الأمامية والعصب الأيمن من الثقبة الخلفية.[10]
- المثلث الفخذي أو مثلث سكاربا: هو حيِّز تشريحي في الجزء الداخلي العلوي من الفخذ يظهر كمنطقة مثلثيَّة الشكل تحت الرباط الإربي عند ثني وتدوير الفخذ بعيداً، حدوده من الأعلى الرباط الإربي ومن الأنسي العضلة المقربة الطويلة، ومن الوحشي العضلة الخياطيَّة وتتكوَّن أرضيَّته من العضلة العانية والعضلة المُقربة الطويلة والعضلة الحرقفيَّة القطنيَّة، تأتي أهمية هذا المثلث نتيجة مرور عدد من البنى والعناصر الحيوية من خلاله مثل العصب الفخذي وفروعه، الشريان والوريد الفخذي، والعقد اللمفاوية الإربية العميقة، عبر هذا المثلث أيضاً يمكن القيام بالعديد من التداخلات الطبية بسبب وجود الشريان الفخذي فيه وسهولة الوصول إليه من أهمِّها قثطرة الشرايين الإكليلية عبر الشريان الفخذي، ويمكن أيضاً بزل وقثطرة الوريد الفخذي وهي الحالة التي يتمُّ اللجوء إليها عندما لا تكون هناك أوردة سطحية يمكن استخدامها عند المريض بسبب التجفاف والضعف العام.
- العقدة الدهليزية أو عقدة سكاربا: هي عقدة العصب الدهليزي تقع ضمن الأذن الداخلية وتحتوي على أجسام الخلايا العصبيَّة الواردة ثنائية القطب والتي تُشكِّل تفرعاتها المحيطية اتصالاً مشبكيَّاً مع الخلايا المهدبة للجهاز الدهليزي الحسي.
- اللمف الداخلي أو سائل سكاربا: هو السائل اللمفي الذي يتواجد داخل الحلزون الغشائي ضمن الأذن الداخلية، الشاردة الرئيسية فيه هي البوتاسيوم، ويلعب دوراً في النقل الحسي العصبي وفي التوازن عند الإنسان.